# 長野県立飯山高等学校
もしかして
- 長野県飯山高等学校

ではありませんか？